# Kent Jones
Kent Jones (* 14. April 1993 in Tallahassee, Florida) ist ein US-amerikanischer Rapper.

## Karriere
Kent Jones begann zunächst mit dem Produzenten-Duo Cool & Dre zusammenzuarbeiten und unterzeichnete einen Plattenvertrag bei deren Label Epidemic Records. Während dieser Zeit arbeitete er mit Künstlern wie Fat Joe oder Busta Rhymes zusammen. 2015 nahm ihn auch DJ Khaled bei seinem Label We The Best Music Group unter Vertrag. Im Juli erschien schließlich mit Tours das erste Mixtape des Rappers, als erste Single wurde Don't Mind ausgekoppelt. Das Lied stieg bis auf Platz 8 der Billboard Hot 100 und konnte sich zudem unter anderem auch in den deutschsprachigen Charts platzieren.

## Diskografie

### Mixtapes
- 2015: Tours
- 2016: Too Much Too Soon[4]
- 2017: The LUH Tape

### Singles als Leadmusiker
| Jahr | Titel Album      | Höchstplatzierung, Gesamtwochen, AuszeichnungChartplatzierungen (Jahr, Titel, Album, Platzierungen, Wochen, Auszeichnungen, Anmerkungen) | Höchstplatzierung, Gesamtwochen, AuszeichnungChartplatzierungen (Jahr, Titel, Album, Platzierungen, Wochen, Auszeichnungen, Anmerkungen) | Höchstplatzierung, Gesamtwochen, AuszeichnungChartplatzierungen (Jahr, Titel, Album, Platzierungen, Wochen, Auszeichnungen, Anmerkungen) | Höchstplatzierung, Gesamtwochen, AuszeichnungChartplatzierungen (Jahr, Titel, Album, Platzierungen, Wochen, Auszeichnungen, Anmerkungen) | Höchstplatzierung, Gesamtwochen, AuszeichnungChartplatzierungen (Jahr, Titel, Album, Platzierungen, Wochen, Auszeichnungen, Anmerkungen) | Anmerkungen                         |
| Jahr | Titel Album      | DE | AT | CH | UK | US | Anmerkungen                         |
| ---- | ---------------- | --- | --- | --- | --- | --- | ----------------------------------- |
| 2016 | Don’t Mind Tours | DE36 Gold · (13 Wo.)DE | AT52 (11 Wo.)AT | CH46 Gold · (15 Wo.)CH | UK9 Platin · (21 Wo.)UK | US8 ×2Doppelplatin · (20 Wo.)US | Erstveröffentlichung: 26. Juni 2016 |

Weitere Singles
- 2016: Alright
- 2017: Sit Down (feat. Ty Dolla $ign, Lil Dicky & E-40)
- 2018: Merengue

### Singles als Gastmusiker
| Jahr | Titel Album                   | Höchstplatzierung, Gesamtwochen, AuszeichnungChartsChartplatzierungen (Jahr, Titel, Album, Platzierungen, Wochen, Auszeichnungen, Anmerkungen) | Anmerkungen                                                                       |
| Jahr | Titel Album                   | UK | Anmerkungen                                                                       |
| ---- | ----------------------------- | --- | --------------------------------------------------------------------------------- |
| 2017 | Not in Love –                 | UK42 (6 Wo.)UK | Erstveröffentlichung: 13. Januar 2017 M.O feat. Kent Jones                        |
| 2018 | Feels Like Home Brighter Days | UK71 (6 Wo.)UK | Erstveröffentlichung: 13. Juni 2018 Sigala, Fuse ODG & Sean Paul feat. Kent Jones |

Weitere Gastbeiträge
- 2016: One Thing (ThatBoyEric feat. Kent Jones)
- 2017: Sooner Or Later (Mia Martina feat. Kent Jones)

## Auszeichnungen für Musikverkäufe
| Goldene Schallplatte - Belgien - 2016: für die Single Don’t Mind - Italien - 2016: für die Single Don’t Mind - Mexiko - 2019: für die Single Don’t Mind - Polen - 2017: für die Single Don’t Mind | Platin-Schallplatte - Australien - 2016: für die Single Don’t Mind - Dänemark - 2022: für die Single Don’t Mind - Neuseeland - 2018: für die Single Don’t Mind - Schweden - 2016: für die Single Don’t Mind 2× Platin-Schallplatte - Kanada - 2018: für die Single Don’t Mind |

Anmerkung: Auszeichnungen in Ländern aus den Charttabellen bzw. Chartboxen sind in ebendiesen zu finden.
| Land/RegionAuszeichnungen für Musikverkäufe (Land/Region, Auszeichnungen, Verkäufe, Quellen) | Gold     | Platin     | Verkäufe  | Quellen              |
| -------------------------------------------------------------------------------------------- | -------- | ---------- | --------- | -------------------- |
| Australien (ARIA)                                                                            | —        | Platin1    | 70.000    | aria.com.au          |
| Belgien (BRMA)                                                                               | Gold1    | —          | 15.000    | ultratop.be          |
| Dänemark (IFPI)                                                                              | —        | Platin1    | 90.000    | ifpi.dk              |
| Deutschland (BVMI)                                                                           | Gold1    | —          | 200.000   | musikindustrie.de    |
| Italien (FIMI)                                                                               | Gold1    | —          | 25.000    | fimi.it              |
| Kanada (MC)                                                                                  | —        | 2× Platin2 | 160.000   | musiccanada.com      |
| Mexiko (AMPROFON)                                                                            | Gold1    | —          | 30.000    | amprofon.com.mx      |
| Neuseeland (RMNZ)                                                                            | —        | Platin1    | 30.000    | radioscope.co.nz     |
| Polen (ZPAV)                                                                                 | Gold1    | —          | 10.000    | olis.pl              |
| Schweden (IFPI)                                                                              | —        | Platin1    | 40.000    | sverigetopplistan.se |
| Schweiz (IFPI)                                                                               | Gold1    | —          | 15.000    | hitparade.ch         |
| Vereinigte Staaten (RIAA)                                                                    | —        | 2× Platin2 | 2.000.000 | riaa.com             |
| Vereinigtes Königreich (BPI)                                                                 | —        | Platin1    | 600.000   | bpi.co.uk            |
| Insgesamt                                                                                    | 6× Gold6 | 9× Platin9 |           |                      |